# Egito nos Jogos Olímpicos de Verão de 1924
O Egito participou dos Jogos Olímpicos de Verão de 1924 na cidade de Paris, na França. Nesta edição o país não teve medalhistas